# Mesophylax africanus
Mesophylax africanus är en nattsländeart som beskrevs av Malicky 1997. Mesophylax africanus ingår i släktet Mesophylax och familjen husmasknattsländor. Inga underarter finns listade i Catalogue of Life.